# Valeri Dvoinikov
Valeri Dvoinikov –en ucraniano, Валерій Двойников– (Oziorsk, 4 de mayo de 1950) es un deportista soviético que compitió en judo.
Participó en los Juegos Olímpicos de Montreal 1976, obteniendo una medalla de plata en la categoría de –80 kg. Ganó una medalla en el Campeonato Mundial de Judo de 1975, y cuatro medallas en el Campeonato Europeo de Judo entre los años 1971 y 1976.

## Palmarés internacional
| Juegos Olímpicos   | Juegos Olímpicos      | Juegos Olímpicos  | Juegos Olímpicos |
| Año                | Lugar                 | Medalla           | Categoría        |
| ------------------ | --------------------- | ----------------- | ---------------- |
| 1976               | Montreal (Canadá)     | Medalla de plata  | –80 kg           |
| Campeonato Mundial |                       |                   |                  |
| Año                | Lugar                 | Medalla           | Categoría        |
| 1975               | Viena (Austria)       | Medalla de plata  | –70 kg           |
| Campeonato Europeo |                       |                   |                  |
| Año                | Lugar                 | Medalla           | Categoría        |
| 1971               | Gotemburgo (Suecia)   | Medalla de bronce | –70 kg           |
| 1974               | Londres (Reino Unido) | Medalla de plata  | –70 kg           |
| 1975               | Lyon (Francia)        | Medalla de plata  | –70 kg           |
| 1976               | Kiev (URSS)           | Medalla de oro    | –70 kg           |